# Jean de Lacroix-Laval
Pour les articles homonymes, voir Lacroix et Laval.
Jean de Lacroix-Laval est un homme politique français né le 18 mai 1782 à Lyon et décédé le 27 juillet 1860 à Orliénas (Rhône).
Il est maire de Lyon de 1826 à 1830.

## Biographie
Jean de Lacroix-Laval est né dans une famille noble lyonnaise le 18 mai 1782. Son père a été décapité le 24 décembre 1793 place des Terreaux. Son grand-oncle Antoine de Lacroix était l’orateur du clergé de la ville, et un temps administrateur de l'hôpital de la Charité de Lyon.
Devenu sous l'Empire un des plus riches négociants de Lyon. En 1814, il devient adjoint, de Jean-Joseph Méallet de Fargues. Le 31 janvier 1826, il est élu maire de Lyon, il fait partie des "ultras" royalistes.
Sous son mandat, les rues lyonnaises sont pavées. Il inaugure l'école de la Martinière. À cause de  sa position réactionnaire, il doit faire face à une opposition virulente de plus en plus libérale. Il tente vainement de faire interdire le rassemblement triomphal organisé pour la venue à Lyon de La Fayette début septembre 1829. En 1830, présent à Paris pour féliciter le Roi de la prise d'Alger, il assiste aux Trois Glorieuses. Cette révolution marque la fin de son mandat de maire le 15 août 1830 .